# .x
Un fitxer amb una extensió .X és un format d'arxiu per al disseny de models tridimensionals i el renderitzat de jocs. Fou una eina de suport gràfic utilitzada pels sistemes de Microsoft, associada amb el conjunt de característiques DirectX. Quedà obsoleta el 2014 i fou substituida per FBX d'Autodesk.
Introduït per a DirectX 2.0, una versió binària d'aquest format es va publicar amb DirectX 3.0 i fou millorat a DirectX 6.0. El suport es va mantenir a través de Direct3D 9, però va quedar obsolet per a Direct3D 10 i posteriors.